# オーガスティン・ラミレス (野球)
オーガスティン・ラミレス（Agustín Ramírez, 2001年9月10日 - ）は、 ドミニカ共和国サントドミンゴ出身のプロ野球選手（捕手、一塁手）。右投右打。MLBのマイアミ・マーリンズ所属。

## 経歴

### プロ入りとヤンキース傘下時代
2018年12月にアマチュア・フリーエージェントでニューヨーク・ヤンキースと契約してプロ入り。
2019年、傘下のルーキー級ドミニカン・サマーリーグ・ヤンキースでプロデビュー。A-級チャールストン・リバードッグスでプレーし、 2チーム合計で41試合に出場して打率.239、4本塁打、26打点、1盗塁を記録した。
2020年は新型コロナウイルスの影響でマイナーリーグの全試合が中止されたため、公式戦への出場はなかった。
2021年はルーキー級フロリダ・コンプレックスリーグ・ヤンキースでプレーし、32試合に出場して打率.220、4本塁打、15打点を記録した。
2022年もルーキー級フロリダ・コンプレックスリーグ・ヤンキースでプレーし、121試合に出場して打率.304、6本塁打、51打点、13盗塁を記録した。
2023年はA級タンパ・ターポンズ、 A+級ハドソンバレー・レネゲーズ、AA級サマセット・ペイトリオッツでプレーし、3チーム合計で114試合に出場して打率.271、18本塁打、69打点、12盗塁を記録した。
2024年、ヤンキース傘下ではAA級サマセットとAAA級スクラントン・ウィルクスバリ・レイルライダースでプレーした。

### マーリンズ時代
2024年7月27日にジャズ・チザム・ジュニアとのトレードで、ジャレッド・セルナ、エイブラハン・ラミレスと共にマイアミ・マーリンズへ移籍した。移籍後は傘下のAAA級ジャクソンビル・ジャンボシュリンプへ配属され、移籍前を含めた3チーム合計で126試合に出場して打率.267、25本塁打、93打点、22盗塁を記録した。
2025年はAAA級ジャクソンビルで開幕を迎え、4月21日にメジャー初昇格を果たした。メジャーデビューとなった同日のシンシナティ・レッズ戦にて「6番・捕手」で先発出場すると、メジャー初安打を含む2安打を記録した。

## プレースタイル
打撃では天性のパワーが魅力であり、選球眼には欠けるも積極打法かつコンタクト力も高い。守備は俊敏性と捕球面に課題を抱え、スローイング、キャッチング、ボールブロックといった各動作は要改善とされる。

## 詳細情報

### 背番号
- 50（2025年 - ）